# 月刊ヤングジャンプ
『月刊ヤングジャンプ』（げっかんヤングジャンプ）は、集英社が発行していた青年漫画専門の日本の月刊漫画雑誌。『週刊ヤングジャンプ』の増刊という扱いであった。毎月第3火曜日発売。

## 概要
2008年5月1日に創刊号（6月号）が発売された。『漫革』の流れを汲んでおり、月刊化により連載作品が増加した。2009/6/16号よりamazon.co.jpで取扱いが開始。
2010年9月号（8月12日発売号）を最後に休刊、2011年1月から新雑誌『ミラクルジャンプ』を創刊することが発表され、一部の連載作品はリニューアル後も引き継がれることとなった。

### 連載された作品
| タイトル                                   | 作者                              | 連載開始     | 連載終了     | 備考                                            |
| ------------------------------------------ | --------------------------------- | ------------ | ------------ | ----------------------------------------------- |
| 秀吉でごザル!!                             | たなかかなこ                      | 2008年6月号  | 2010年8月号  | 漫革53号 - 62号より継続 単行本最終3巻で大幅加筆 |
| へ〜ん○しん!! 〜そなたバーディ・ラッシュ〜 | 水無月すう                        | 2008年6月号  | 2010年8月号  | [ 3 ]                                           |
| 軒猿                                       | 薮口黒子                          | 2008年7月号  | 2010年8月号  | 単行本（単巻）で大幅加筆                        |
| おはにゅ〜 -女子アナパラダイス-            | 小林拓己                          | 2008年8月号  | 2010年8月号  | 本誌に移籍                                      |
| 子泣きじじいの飼い方                       | 石川優吾                          | 2008年9月号  | 2010年8月号  | [ 3 ]                                           |
| QQ少女                                     | 森子たか思                        | 2009年1月号  | 2010年8月号  | [ 3 ]                                           |
| ひゃくはち                                 | 原作：早見和真 漫画：山本隆之     | 2009年4月号  | 2010年8月号  | [ 3 ]                                           |
| リターナーズ -赫の奇還者-                  | 極楽院櫻子                        | 2010年1月号  | 2010年8月号  | 『ミラクルジャンプ』へ移籍                      |
| バカとボイン                               | こばやしひよこ                    | 2010年2月号  | 2010年8月号  | 本誌より移籍                                    |
| 蛇衆                                       | 原作：矢野隆 漫画：長田悠幸       | 2010年4月号  | 2010年8月号  | 『ミラクルジャンプ』へ移籍                      |
| ワタシハペット                             | 仙道ますみ                        | 2008年6月号  | 2008年6月号  | 漫革53号 - 62号より継続                         |
| アンダードッグ                             | 原作：橋本以蔵 漫画：壬生ロビン   | 2008年6月号  | 2009年9月号  |                                                 |
| 十字架の魔術師                             | 岡崎圭                            | 2008年6月号  | 2010年6月号  | 本誌より移籍                                    |
| SINfinity                                  | 佐々木拓丸                        | 2008年6月号  | 2008年12月号 | 本誌より移籍                                    |
| タイムスリッパー -YUKIの跳時空-            | 野部利雄                          | 2008年6月号  | 2009年10月号 |                                                 |
| 風が強く吹いている                         | 原作：三浦しをん 漫画：海野そら太 | 2008年9月号  | 2009年12月号 | 本誌より移籍                                    |
| 打撃天使ルリ                               | 山本康人                          | 2008年9月号  | 2009年2月号  | 第1話のみ本誌掲載                               |
| 明日泥棒                                   | 原作：外薗昌也 漫画：別天荒人     | 2009年1月号  | 2009年6月号  | 本誌より移籍                                    |
| いぬばか                                   | 桜木雪弥                          | 2009年9月号  | 2010年5月号  | 本誌より移籍                                    |
| 孔雀王 曲神紀                              | 荻野真                            | 2009年12月号 | 2010年3月号  | 本誌より移籍                                    |
| タフ外伝 OTON                              | 猿渡哲也                          | 不定期       | 不定期       | 漫革22号より不定期連載                          |
| AGEHA DESTORY                              | ふなつ一輝                        | 2008年7月号  | 不定期       | 2008年7月号より不定期連載                       |

## 漫革
『漫革』（まんかく） は1994年から2008年まで集英社が発行していた『週刊ヤングジャンプ』の増刊号である。末期は年末年始や夏季には2・3ヶ月連続で毎月刊行の年平均6冊刊行されていたが、2008年1月7日発売のVol.62（2月10日増刊）で幕を閉じ、同じく増刊である『漫太郎』の2008年度版は『漫革ルーキーズ』（4月22日発売）と名称が変更された。

### 概要
主に掲載されていた漫画は次の通りである。
- 本誌人気作品の外伝・番外編
- 本誌連載終了作家の新作読み切り又は連載作品の外伝・番外編
- MANGAグランプリ・金のピコピコハンマー賞受賞作品の優秀作
- 他誌からのゲスト作家の新作読み切り（原作のみを担当する事も有る）
- 持ち込み作品の優秀作
- 本誌からの移籍作品

### 過去の連載作品
- 性職者（光風治・森永茉裕、? - ?）
- ゆず文庫CLUB（真里まさとし、? - ）
- 桃香クリニックへようこそ（みやすのんき、25号 - 50号）
- 傭兵ピエール（佐藤賢一・野口賢、31号 - 56号）
- 魂と黎明（於野江一生、43号 - 45号）
- 女子恋愛百科（加藤マユミ、43号 - ?）
- にらぎ鬼王丸（荒仁・坂本眞一、44号,45号,48号）
- 国境を駆ける医師イコマ 特別編（高野洋、本誌より移籍、43号 - 45号）
- あいどるDays（北原雅紀・真里まさとし、47号 - ?）
- 爆走!男のメルヘン街道（和田ラヂヲ、漫☆画太郎など、28号 - 50号）
- 終末のフール（伊坂幸太郎・塩塚誠、54号 - 59号）
- TOKYO GRAFFITI（井上三太、55号 - ? ）
- ひみつ戦隊モモイダー（藤沢とおる、本誌より移籍、53号 - ）
- パサラちゃん（竹田エリ、12号 - 62号）
- タフ外伝 OTON（猿渡哲也、22号 - ）不定期連載
- スカイハイ4（髙橋ツトム、48号 - ）不定期連載
- 犬のジュース屋さん（おおひなたごう、? - ）
- 恋華〜夜に咲く恋〜（倉科遼・森永茉裕、? - ）
- 秀吉でごザル!!（たなかかなこ、53号 - 62号、月刊ヤングジャンプへ移行）
- ワタシハペット（仙道ますみ、53号 - 62号、月刊ヤングジャンプ2008年6月号）